# ミハイロ・オブレノヴィッチ3世
ミハイロ・オブレノヴィッチ3世（セルビア語: Михаило Обреновић III、1823年9月16日（ユリウス暦9月4日） - 1868年6月10日（ユリウス暦5月29日））は、セルビア公（在位：1839年 - 1842年、1860年 - 1868年）。オスマン帝国に対抗してバルカン連邦構想を唱道した。近代セルビア随一の明君として評価されている。

## 生涯

### 生い立ちと即位
セルビア公ミロシュ・オブレノヴィッチ1世とリュビツァ・ヴコマノヴィッチ（Ljubica Vukomanović、1788年 - 1843年、ウィーン）との間の次男としてクラグイェヴァツで生まれた。
1839年6月25日にミロシュ・オブレノヴィッチ1世は長男のミランに譲位したが、この時ミランは病床にあった。ミランは間もなく死去し、ミハイロが即位した。
1842年、トマ・ヴチッチ＝ペリシッチ（Toma Vučić-Perišić）の率いる反乱によってミハイロは廃位され、カラジョルジェヴィチ家のアレクサンダルが新たなセルビア公となった。11年後、ミハイロは、フェレンツ・フニャディ・ド・ケーテリ伯爵（Ferenc Hunyady de Kéthely）とユーリア・ジチー・ド・ジフ・エ・ヴァーソンケー伯爵夫人（Júlia Zichy de Zich et Vásonkeő）との間の娘であるユーリア・フニャディ・ド・ケーテリ伯爵令嬢（Júlia Hunyady de Kéthely、1831年8月26日 - 1919年2月19日）と結婚した。2人の間に子はなかったが、ミハイロには妾との間に儲けた庶子が少なくとも1人いるとされている。

### 復位と暗殺

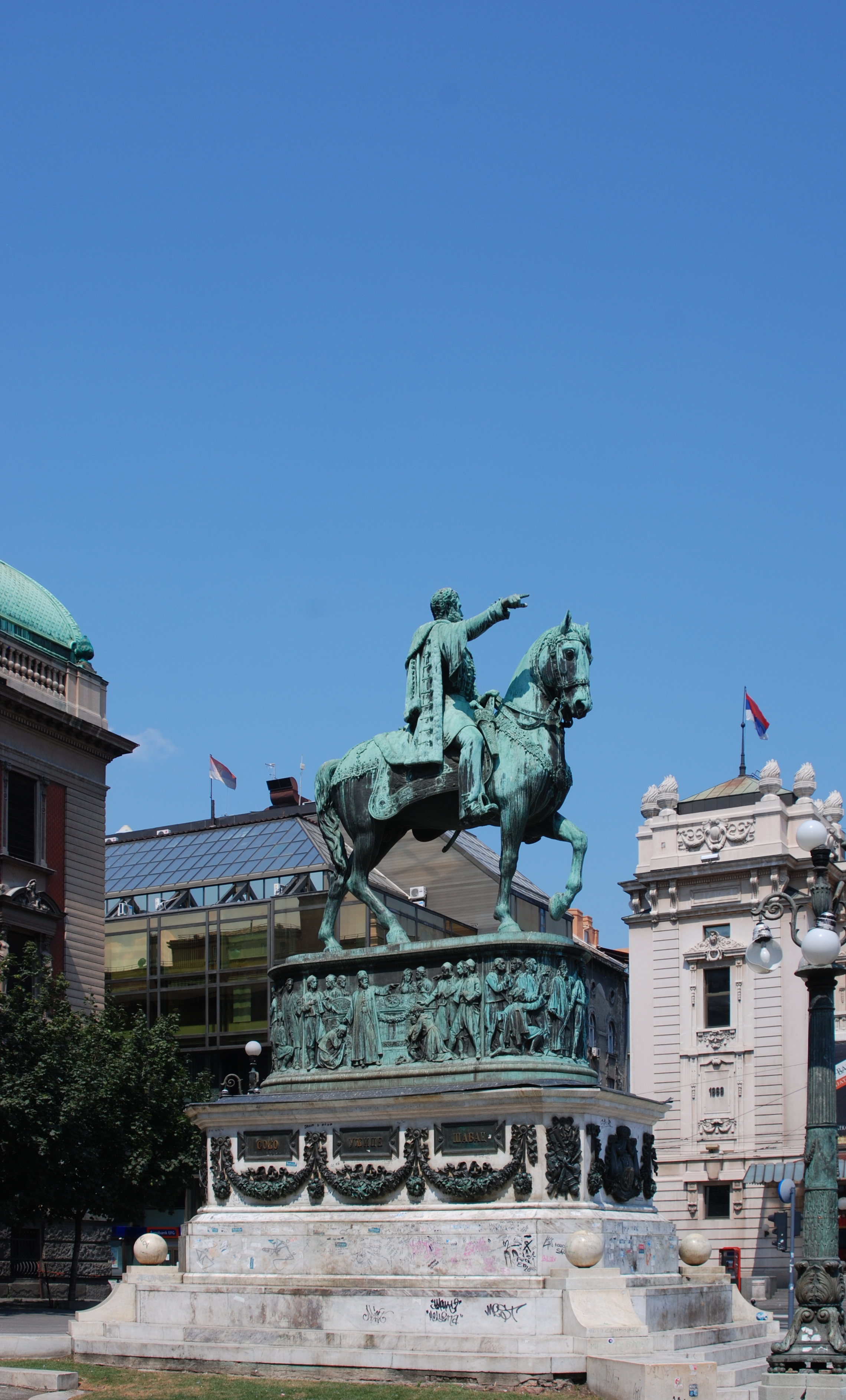
ベオグラードの共和国広場にあるミハイロ公の騎馬像

1858年に復位していた父のミロシュ・オブレノヴィッチ1世が1860年9月に死去すると、ミハイロはセルビア公に復位し、向こう8年間啓蒙専制君主のごとく統治した。
ミハイロはユーリア妃と離婚して、従姉のアンカ・オブレノヴィッチ（Anka Obrenović）の娘である妾のカタリナ・コンスタンティノヴィッチ（Katarina Konstantinović）と再婚したいと考えるようになり、両者を宮廷に招いて住まわせた。ユーリアと離婚してカタリナと再婚するというミハイロの考えは政治家や聖職者はもとより一般大衆の猛反対を受け、イリア・ガラシャニン首相は離婚に反対する意思を表明して1867年に辞任した。このような不測の事態を受け、結局、ミハイロはユーリアと離婚することはなかった。
1868年6月10日、ミハイロはベオグラード郊外の離宮にほど近いコシュトニャク公園（Košutnjak）をカタリナとアンカとともに散歩しているところを暗殺者によって狙撃された。ミハイロとアンカはともに死亡し、カタリナは負傷したが、暗殺の陰謀の全貌は明らかになっていない。カラジョルジェヴィッチ家に黒幕の疑いがかけられもしたが、これを裏付ける十分な証拠はなかった。
ミハイロの死後、両親を早くに亡くし彼の下で養育されていた従弟の子ミランが公位を継承した。
なお、アンカの孫娘のナタリヤ・コンスタンティノヴィッチ（Natalija Konstantinović）は、カラジョルジェヴィチ家のセルビア国王ペータル1世の妃となったゾルカを姉にもつモンテネグロ王子ミルコ・ペトロヴィッチ＝ニェゴシュ（1879年 - 1918年）と結婚した。